# Anton Struik
Thomas Antonie (Anton) Struik (Rotterdam, 8 april 1897 – Lübecker Bocht, 3 mei 1945) was een Nederlands ingenieur en leider van de Communistische Partij van Nederland (CPN).
Struik werd geboren als zoon van onderwijzer Hendrik Jan Struik en Aartje Schilperoort. Toen hij dertien was overleed zijn moeder. Hij studeerde aan de Technische Hogeschool Delft en werd rond 1917 lid van de Sociaal-Democratische Partij die in 1918 Communistische Partij Holland ging heten. In 1919 studeerde Struik af. Aanvankelijk werkte hij bij het Nederlands Normalisatie Bureau van Ernst Hijmans. In 1922 vertrok hij naar Kemerovo (Siberië) waar hij werkte in de door Sebald Rutgers geleide Autonome Industriële Kolonie Koezbas. Toen deze in 1927 onder Sovjetbestuur kwam ging Struik aan de Turkestan-Siberische spoorlijn werken, net als Dirk Schermerhorn.
Begin 1930 keerde Struik naar Nederland terug. Hij speelde een belangrijke rol in de CPN die hij ideologisch in lijn bracht met de Comintern, en was in 1931-1933 hoofdredacteur van De Tribune. In 1936-1937 werkte hij als vertegenwoordiger van de Communistische Partij van Nederland in Moskou, en in 1938 werd hij redacteur van Het Volksdagblad, de opvolger van De Tribune. Ook was hij betrokken bij de oprichting van uitgeverij Pegasus.
In 1939 trouwde hij met Truus van Boxtel, met wie hij een zoon kreeg. Deze zou na de Tweede Wereldoorlog worden erkend door Leendert van den Muijzenberg, de tweede echtgenoot van Van Boxtel.

## Tweede Wereldoorlog
Na de Duitse inval werd de CPN verboden. Struik zette zijn werk ondergronds voort, tot hij op 20 mei 1941 werd gearresteerd. Via Kamp Schoorl en Kamp Amersfoort kwam hij in concentratiekamp Neuengamme terecht. Toen dit in april 1945 werd ontruimd, werden de gevangenen aan boord van de Cap Arcona, de Thielbek en de Deutschland gebracht. Struik bevond zich waarschijnlijk aan boord van de Cap Arcona. Hij kwam op 48-jarige leeftijd om het leven toen de schepen op de Oostzee bij vergissing door de Britten werden gebombardeerd.
Naar Struik is een straat genoemd in Amsterdam Nieuw-West.
- Biografisch Portaal: 11935191
- International Standard Name Identifier: 0000 0003 9411 6030
- Nederlandse Thesaurus van Auteursnamen: 068356226
- Virtual International Authority File: 288522590
- WorldCat: E39PBJgHcmw3Y7xbjDBCyB4jG3